# Nkue
Nkue (auch: Ncue, San Francisco Javier Nkue Misión) ist ein Ort und ein Verwaltungsbezirk in Äquatorialguinea. Im Jahre 2021 hatte der Bezirk eine Bevölkerung von 1617 Personen.

## Lage
Die Stadt liegt nahe etwa 9 km südlich der Grenze zu Kamerun in der Provinz Kié-Ntem an der Kreuzung zweier Handelsrouten. Die ehemalige Mission ist nur einer von zahlreichen Orten entlang der heutigen Straßen, die von Norden nach Südwesten, in die Provinz Centro Sur und nach Südosten nach Wele-Nzas verlaufen.
Im Umkreis liegen die Siedlungen Ncuefulan, Adyap (S), Efulan (SO) und Nseleman, Ndumulu, Masoc und Ngong (Ayene) (N).

## Klima
Nach dem Köppen-Geiger-System zeichnet sich Nkue durch ein tropisches Klima mit der Kurzbezeichnung Am aus.